# Герцог Болтон

Герб Паулетов, маркизов Уинчестер

Герцог Болтон (англ. Duke of Bolton) — английский пэрский титул, существовавший в 1689—1794 годах. Его носили представители дома Паулетов. Младшими титулами при нём были титулы маркиза Уинчестера, графа Уилтшира и барона Сент-Джона из Бейзинга.

## История титула
Титул был создан в 1689 году для Чарльза Паулета (ок. 1630 — 27 февраля 1699), 6-го маркиза Уинчестера. Этот титул существовал до 1794 года, когда умер Гарри Паулет, 6-й герцог Болтон и 11-й маркиз Уинчестер. Детей он не оставил, титул герцога Болтона угас, а титул маркиза Уинчестера унаследовал Джордж Паулет (ум. 22 апреля 1800), 12-й маркиз Уинчестер, праправнук Генри Паулета, младшего сына 4-го маркиза Уинчестера.

## Герцоги Болтон
- 1689—1699: Чарльз Паулет (ок. 1630 — 27 февраля 1699), лорд Сент-Джон из Бейзинга с ок. 1630 до 1675, 6-й маркиз Уинчестер, 6-й граф Уилтшир и 6-й барон Сент-Джон из Бейзинга с 1675, 1-й герцог Болтон с 1689, сын предыдущего[1]
- 1699—1722: Чарльз Паулет (1661 — 21 января 1722), граф Уилтшир в 1675—1689, маркиз Уинчестер в 1689—1699, 2-й герцог Болтон, 7-й маркиз Уинчестер, 7-й граф Уилтшир и 7-й барон Сент-Джон из Бейзинга с 1699, сын предыдущего[2]
- 1722—1754: Чарльз Паулет (3 сентября 1685 — 26 августа 1754), граф Уилтшир в 1689—1699, маркиз Уинчестер в 1699—1722, 1-й барон Паулет из Бейзинга с 1717, 3-й герцог Болтон, 8-й маркиз Уинчестер, 8-й граф Уилтшир и 8-й барон Сент-Джон из Бейзинга с 1722, сын предыдущего[3]
- 1754—1759: Гарри Паулет (24 июля 1691 — 9 октября 1759), лорд Паулет в 1691—1754, 4-й герцог Болтон, 9-й маркиз Уинчестер, 9-й граф Уилтшир и 9-й барон Сент-Джон из Бейзинга с 1754, брат предыдущего[4]
- 1759—1765: Чарльз Паулет (ок. 1718 — 5 июля 1765), маркиз Уинчестер в 1754—1759, 5-й герцог Болтон, 10-й маркиз Уинчестер, 10-й граф Уилтшир и 10-й барон Сент-Джон из Бейзинга с 1759, сын предыдущего[5]
- 1765—1794: Гарри Паулет (6 ноября 1720 — 25 декабря 1794), 6-й герцог Болтон, 11-й маркиз Уинчестер, 11-й граф Уилтшир и 11-й барон Сент-Джон из Бейзинга с 1765, брат предыдущего[6]